# هیزل اوکانر
هِیزِل اوکانر (به انگلیسی: Hazel O'Connor) (زادهٔ ۱۶ مهٔ ۱۹۵۵) موسیقی‌دان اهل بریتانیا است.